# امواج مو

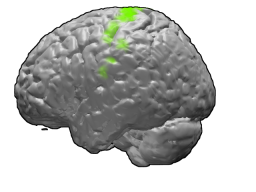
قشر حرکتی سمت چپ، یا BA۴، با رنگ سبز در این نمای جانبی نیم‌کره چپ مغز برجسته شده است. در این ناحیه‌ای است که ریتم‌های مو به صورت دوطرفه تشخیص داده می‌شوند.

امواج مو یا ریتم‌های مو (به انگلیسی: mu waves یا mu rhythms) که به عنوان موج‌های کمانی نیز شناخته می‌شود، نوعی نوسان عصبی بوده که از الگوهای همزمان فعالیت الکتریکی تعداد زیادی نورون، احتمالاً از نوع هرمی، در بخشی از مغز پدید می‌آیند. این ریتم‌ها توسط الکتروانسفالوگرافی (EEG)، مگنتوانسفالوگرافی (MEG) یا الکتروکورتیکوگرافی (ECoG)، در فرکانس ۷٫۵–۱۲٫۵ (در ابتدا ۹–۱۱) هرتز قابل اندازه‌گیری هستند. امواج مو زمانی که بدن از نظر فیزیکی در حالت استراحت قرار دارد، برجسته‌تر هستند. برخلاف موج آلفا که در زمان استراحت فرکانس مشابهی در پشت سر (بر روی قشر بینایی) ایجاد می‌کند، ریتم مو روی قشر حرکتی، در نواری تقریباً از گوش تا گوش دیگر (از بالا) قابل اندازه‌گیری است.
زمانی که فرد یک عمل حرکتی را ارادی یا از روی عادت انجام می‌دهد یا انجام یک عمل حرکتی را تجسم می‌کند، ریتم‌های مو دچار کاهش فرکانس (سرکوب) می‌شوند. به این تغییر فعالیتِ عصبی، همگام‌زدایی موج می‌گویند. احتمال می‌رود ریتم مو با بخش‌هایی مانند لوب پیشانی خارجی، اینسولا، تالاموس، پوتامن، سیگنال‌های سطح اکسیژن خون (BOLD) و نواحی شبکه برجسته همبستگی داشته باشد.
جزئیات تغییر ریتم مو در دوران نوزادی و کودکی و نقش آن در یادگیری اجتماعی از زمینه‌های جدید تحقیقاتی است. بررسی‌ها نشان می‌دهد امواج مو در تقلید، رشد و شناخت نقش دارند و امکان تعامل اجتماعی از طریق رفتارهای غیر کلامی را برای فرد میسر می‌کنند. از آنجایی که گروهی از دانشمندان بر این باورند که اختلال طیف اوتیسم (ASD) به شدت تحت تأثیر سیستم عصبی آینه‌ای بوده، بررسی امواج مو، به عنوان نشانه‌ای از میزان فعالیت نورون‌های آینه‌ای را برای درک بهتر بیماری‌های طیف اوتیسم بیش از پیش مورد اهمیت دانسته‌اند.
پژوهشگران در حال استفاده از ریتم مو برای توسعه فناوری‌های جدید مانند واسط مغز و رایانه (BCI) هستند. این فناوری جدید می‌تواند روش‌های ارتباطی و ابزارهایی برای کنترل و هدایت محیط در اختیار افراد ناتوان جسمی و معلولان قرار دهد. امواج مو برای اولین بار در سال ۱۹۳۰ توسط محققان مورد بررسی قرار گرفت و عصب‌شناسانی مانند آنری گستو، آزمایش‌های متعددی برای درک عملکرد و نقش این امواج انجام داده‌اند. همچنان تحقیقات مختلفی برای شناخت عملکرد امواج مو در فعالیت‌های بدن در حال انجام است.

## نورآناتومی

یک نمونه از امواج آلفا EEG. این ریتم در فرکانس‌های مشابه ریتم مو رخ می‌دهد، اگرچه نوسانات آلفا در قسمت متفاوتی از مغز تشخیص داده می‌شود.

ریتم مو یک نوسان ۸ تا ۱۳ هرتزی در مغز بوده که در نواحی مرکزی پوشاننده قشر حسی-حرکتی به وسیله دستگاه‌های الکترودی، مانند EEG و ECoG، و مغناطیسی، مانند MEG، قابل ثبت است. موج مو در محل الکترود Cz همچنین به صورت جانبی در الکتروهای C3 یا C4 نوار مغزی (بسته به اینکه کدام حرکت دست یا بازو رخ دهد) دیده می‌شود. بحث‌های زیادی برای چگونگی تمایز ریتم مو و ریتم آلفا صورت گرفته است؛ زیرا هر دو در فرکانس یکسان از امواج مغزی قرار دارند. امواج مو و آلفا به‌طور معمول بر اساس توپوگرافی (مکان‌شناسی) از یکدیگر متمایز می‌شوند، به طوری که موج مو از نواحی مرکزی (پوشش قشر حسی حرکتی) و موج آلفا از نواحی پس سری (روی لوب پس‌سری) سرچشمه می‌گیرند. همچنین بر اساس کارکردهای احتمالی ریتم مو (سیستم آینه‌ای و نظریه ذهن)، به نظر می‌آید که این موج بیشتر درگیر موضوعات شناخت و ادراک اجتماعی بوده؛ درحالی‌که ریتم آلفا به این سیستم‌ها ارتباطی ندارد. مطالعات همگام‌زدایی موج مو، نوسانات بتا را از ۱۳ تا ۳۵ هرتز در نظر گرفته‌اند؛ زیرا به نظر می‌رسد که ریتم مو از دو قله طیفی در ~۱۰ Hz و ~۲۰ Hz تشکیل شده است. موج مو در دوران نوزادی در اوایل چهار تا شش ماهگی قابل تشخیص است. در این بازه زمانی بیشینه فرکانس این موج می‌تواند تا ۵٫۴ هرتز نیز باشد. در یک سالگی، یک افزایش سریع در بیشینه فرکانس به وجود می‌آید و در دو سالگی فرکانس به‌طور معمول به ۷٫۵ هرتز می‌رسد. بیشینه فرکانس موج مو با افزایش سن بالاتر می‌رود تا زمانی که فرد بالغ شده و فرکانس نهایی بین ۸ تا ۱۳ هرتز قابل اندازه‌گیری است. این فرکانس‌های متفاوت به‌صورت فعالیت الکتریکی در اطراف شیار مرکزی مغز و در قشر رولاندیک تشخیص داده می‌شوند.

## نوروفیزیولوژی
| ریتم مو در شرایط پایه و فعال | ریتم مو در شرایط پایه و فعال | ریتم مو در شرایط پایه و فعال | ریتم مو در شرایط پایه و فعال |
| شرایط                        | وضعیت بدن                    | نورون‌ها                      | فرکانس موج مو                |
| ---------------------------- | ---------------------------- | ---------------------------- | ---------------------------- |
| پایه                         | در حالت استراحت              | در حال شلیک همزمان           | بالا                         |
| فعال                         | در اندیشه یا انجام حرکت      | شلیک به صورت نامنظم          | پایین                        |

در حالت استراحت، فعالیت نورون‌های قشر حسی-حرکتی به صورت همزمان انجام می‌شود؛ اما در حین اجرای عمل (قشر حرکتی) یا تحریک حواس (قشر حسی) همزمانی آن تغییر می‌کند. به گونه‌ای که الگوهای عصبی ایجاد شده در قشر مغز، می‌توانند نوع فعالیت صورت گرفته در بدن را نشان دهند. به‌طور معمول، مطالعات همگام‌زدایی امواج مو به وسیله EEG، توان موج مو را در شرایط پایه (به عنوان مثال، هنگامی که دست‌ها ساکن‌اند) با یک شرایط فعال (به عنوان مثال، انجام کار یا مشاهده اعمال دیگران) مقایسه می‌کنند. کاهش توان امواج مو در مناطق مرکزی در شرایط فعال در مقایسه با شرایط پایه، نشان می‌دهد که فرکانس ریتم مو با انجام/مشاهده اعمال رابطه معکوس دارد. در شرایط پایه نورون‌های قشر حسی-حرکتی به دلیل شلیک همزمان میزان فرکانس ریتم مو را بالا نشان می‌دهد؛ اما با قصد حرکت یا مشاهده عملِ فرد دیگر، همزمانی فعالیت نورون‌ها تغییر و فرکانس ریتم مو کاهش می‌یابد.

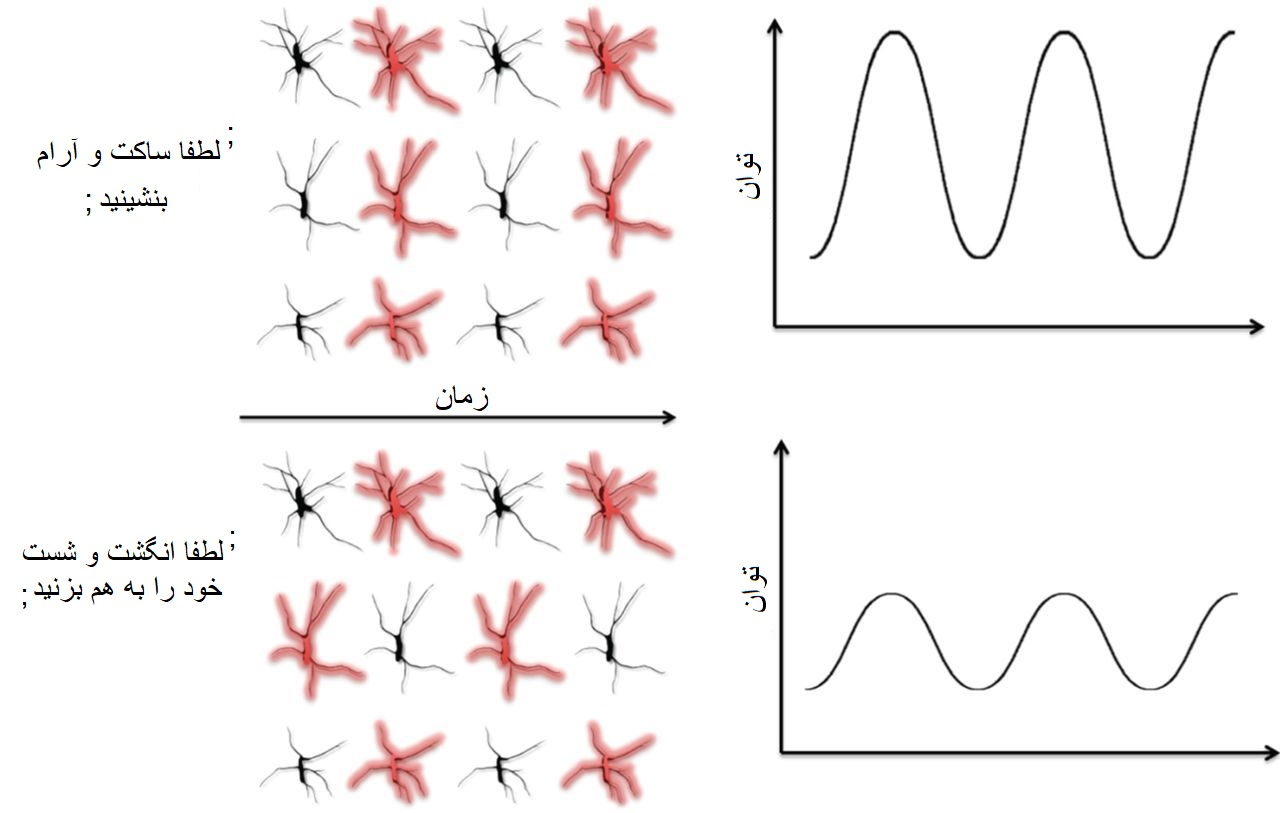
وضعیت ریتم مو در شرایط پایه (a) و فعال (b) نشان داده شده‌است. سلول‌های پررنگ نشان دهنده شلیک نورون‌ها هستند. در شرایط پایه، شرکت‌کننده بدون حرکت می‌نشیند. هنگامی که افراد در حال استراحت هستند، سلول‌های قشر حسی حرکتی همراه با هم شلیک می‌کنند که منجر به قدرت بالاتر در فرکانس مو می‌شود. اما در شرایط فعال، از شرکت‌کننده خواسته می‌شود حرکت کند تا فعالیت قشر حرکتی ایجاد شود. این مسئله سبب کاهش قدرت مو و شلیک سلول‌های حسی-حرکتی خارج از ردیف خود می‌شود. تغییر در توان موج مو با کم کردن دوره پایه از دوره فعال نمایه می‌شود. مقدار منفی (سرکوب) نشان دهنده درگیری قشر حرکتی است.

در مطالعات مدولاسیون EEG-fMRI از قشر حسی حرکتی ریتم مو، سیگنال‌های وابسته به سطح اکسیژن خون (BOLD) که از قشر مرکزی و حرکتی، به صورت مکمل دریافت می‌شد با موج مو همبستگی منفی داشتند؛ این موضوع نشان می‌دهد در زمان کمبود سطح اکسیژن، برای مثال در زمان فعالیت جسمانی زیاد، امواج مو بیشتر تقویت می‌شوند. علاوه بر بخش‌های فوق، برخی از آزمایش‌های نشان می‌دهد لوب پیشانی خارجی، اینسولا، تالاموس، پوتامن و نواحی شبکه برجسته با امواج مو همبستگی مثبت دارند.
شبکه برجسته مجموعه‌ای از بخش‌های مغزی است که مشخص می‌کند چه رویدادها و محرک‌های خارجی و داخلی برای ما مهم‌تر بوده و نیاز به توجه، حافظه فعال و منابع حرکتی بیشتری است. نتایج نشان می‌دهد زمانی که شبکه برجسته فعال می‌گردد (در مراحل اولیه تشخیصِ اهمیت رویداد و تصمیم‌گیری ادراکی)، سیستم حرکتی بدون فعالیت می‌شود. مطالعات رفتاری و تحریکی نیز یک نوع واکنش انجمادی در سیستم حرکتی را شناسایی کرده‌اند که افراد هنگام مواجه با ورودی‌های خاص، مانند محرک‌های ترسناک، هیجان‌انگیز، موضوعات صریح جنسی یا حتی زبان بدن از خود بروز می‌دهند. آزمایش‌های تحریک مغناطیسی مغز، کاهش زودهنگام تحریک پذیری در سیستم حرکتی در افرادی که در معرض محرک‌های ترسناک قرار گرفته‌اند را نشان داد. همچنین به‌طور واضح‌تر، یک مطالعه fMRI، همبستگی منفی اینسولای قدامی (جزء اصلی شبکه برجسته) با قشر حسیِ پیکریِ افراد در حالت استراحت را نمایان کرد؛ انتظار می‌رود سیگنال‌های ارسالی از شبکه برجسته با فرکانس ریتم مو همبستگی مثبت داشته باشند.
یک تصور دیرینه در بین برخی از محققان این است که نوسانات مغز در اثر فعالیت مکرر تالاموکورتیکال (تحت تأثیر فعالیت تالاموس) پدید می‌آیند. فعالیت ریتمیک تالاموس اغلب قبل از قشر مغز آغاز و پس از آن پایان می‌یابد (این الگوی هرگز به صورت معکوس رخ نمی‌دهد) و قشر مغز معمولاً از طریق برآمدگی‌های کورتیکوتالاموسی، بازخورد تالاموس را برای تعدیل پاسخ‌های آن یا همگام‌سازی امواج در مقیاس بزرگ، دریافت می‌کند. علاوه بر این، فعالیت ریتم موی قشری در اثر فعالیت نوسانی ریتم موی تالاموسی، در مدت زمان چند صد میلی ثانیه مشاهده می‌شود؛ در‌حالی‌که فعالیت موی قشری در غیاب فعالیت مو تالاموسی ایجاد نمی‌گردد. این مسئله نشان می‌دهد فعالیت تالاموس به‌طور مثبت با توان مو همراه بوده و بر این تصور که ریتم حسی حرکتیِ EEG منشأ تالاموسی دارد، صحه می‌گذارد. با این حال، بررسی رابطه زمانی بین قشر و تالاموس در محدوده ریتم مو نیازمند وضوح زمانی و آزمایش‌های بیشتری است.

## توسعه و تحقیق
یکی از فواید شناخت امواج مو، بررسی فعالیت مغز کودکان است. سرکوب ریتم مو نشان می‌دهد که در عالم واقع، کودک در حال انجام یا مشاهده چه فعالیتی است. این تشخیص معمولاً در شبکه‌های لوب پیشانی و آهیانه صورت می‌پذیرد؛ برای مثال، نوسان ایجاد شده در زمان استراحت در طی مشاهده اطلاعات حسی مانند صداها یا مناظر، معمولاً در ناحیه پیشانی-آهیانه‌ای (بخش حرکتی) سرکوب می‌شود. تصور بر این است که امواج مو، نشان دهنده توانایی رشدِ کودک در اثر تقلید هستند. توانایی تقلید از اهمیت بالایی برخوردار بوده زیرا نقش حیاتی در آموزش و رشد مهارت‌های حرکتی، استفاده از ابزار و درک اطلاعات سببی از طریق تعامل اجتماعی ایفا می‌کند. تقلید در رشد مهارت‌های اجتماعی و درک نشانه‌های غیرکلامی ضروری است. روابط سببی را می‌توان از طریق یادگیریِ اجتماعی بدون نیاز به تجربه دست اول ایجاد کرد. امواج مو هم در نوزادان و هم در بزرگسالان قبل و بعد از اجرای فعالیت حرکتی و همگام‌زدایی همراه با آن وجود دارند؛ با این حال، در زمان اجرای یک عمل هدفمند، نوزادان درجه بالاتری از عدم هماهنگی را نشان می‌دهند. همانند اجرای کنش، در حین مشاهده عمل نیز امواج مو در نوزادان نه تنها ایجاد همگام‌زدایی را، بلکه با میزان بیشتری از آنچه در بزرگسالان مشاهده می‌شود را از خود نشان می‌دهند. اگرچه بیشترین تغییرات رشدی در طول سال اول زندگی رخ می‌دهند، این تمایل برای تغییر در میزانِ همگام‌زدایی، به جای تغییرات در مقدار فرکانس، معیاری برای رشد امواج مو در سراسر بزرگسالی است. درک مکانیسم‌هایی که بین ادراک کنش و اجرا آن وجود دارد، می‌تواند زمینه‌ساز فهم بیشتر چگونگی رشد زبان باشد. یادگیری و درک اعضای جامعه، از طریق تعامل اجتماعی و تقلید حرکات و همچنین صداهای مصوت قابل انجام است و به اشتراک گذاری تجربهٔ حضور در یک موقعیت/رویداد با شخص دیگر، می‌تواند نیروی قدرتمندی برای رشد زبان فراهم آورد.

### نورون‌های آینه‌ای

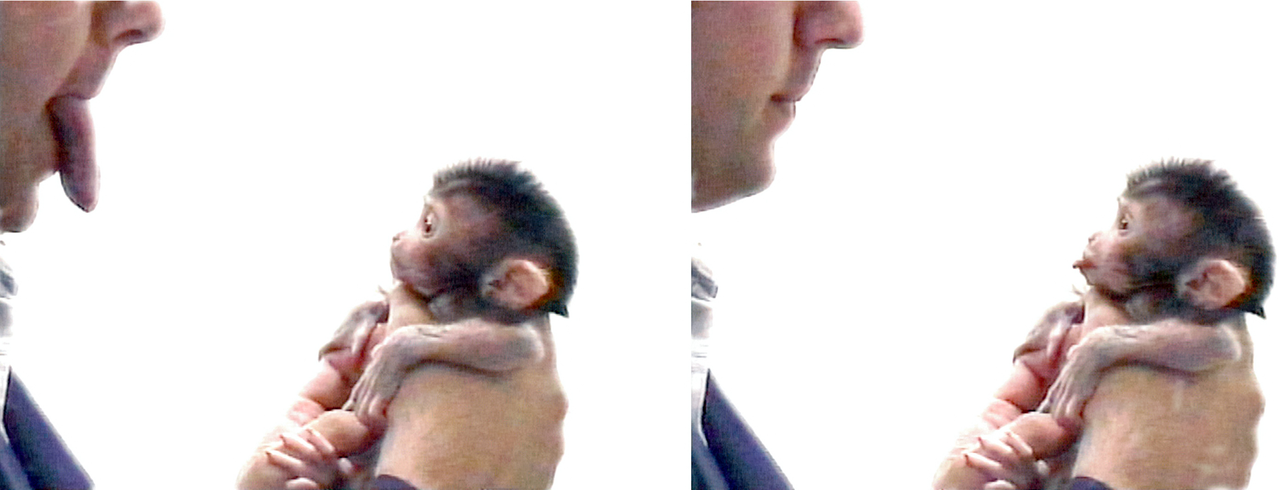
نوزاد یک ماکاک در حال تقلیدِ درآوردن زبان

نورون آینه‌ای، دسته‌ای از نورون‌ها هستند که اولین بار در دهه ۱۹۹۰ در میمون‌های ماکاک مورد مطالعه قرار گرفتند. مطالعات مجموعه‌ای از نورون‌ها را نشان دادند که وقتی این میمون‌ها وظایف ساده‌ای را انجام می‌دهند یا دیگران را در حال انجام کارهای سادهٔ مشابه می‌بینند، شروع به شلیک پیام الکتریکی می‌کنند. این مسئله نشان می‌دهد که این نورون‌ها ممکن است در نقشه‌برداری از حرکات دیگران در مغز، بدون اینکه واقعاً فرد حرکات را انجام دهد، نقش داشته باشند. این مجموعه نورون‌ها، نورون‌های آینه‌ای نامیده می‌شوند و با هم سیستم عصبی آینه‌ای را تشکیل می‌دهند. امواج مو با شلیک این نورون‌ها سرکوب می‌شوند؛ پدیده‌ای که به محققان اجازه می‌دهد تا فعالیت نورون‌های آینه‌ای را در انسان مطالعه کنند. شواهدی وجود دارد که نشان می‌دهد نورون‌های آینه‌ای در انسان و همچنین در حیوانات وجود دارند. شکنج دوکی‌شکل راست، لوبول جداری تحتانی چپ، لوب آهیانه‌ای راست و شکنج فرونتال تحتانی چپ، ممکن است در ایجاد این سیستم نقش داشته باشند. با این حال، اطلاعات کمی در مورد چگونگی کارکرد و ساختار این سیستم در طول عمر وجود دارد؛ زیرا بیشتر مطالعات انسانی منحصراً بر روی نوزادان، بزرگسالان جوان یا مبتلایان به اختلال طیف اوتیسم متمرکز بوده است. بنابراین، در حال حاضر معلوم نیست که آیا سیستم آینه‌ای نسبت به رشد معمولی بدن تغییر می‌کند و عملکرد مشابه این سیستم در افراد مسن‌تر نیز وجود دارد یا خیر. با وجود مخالفت‌هایی که برخی از عصب‌شناسان داشته‌اند محققانی همچون ویلایانور راماچاندران بر این باورند که سرکوب موج مو می‌تواند نتیجه فعالیت نورون آینه‌ای در سراسر مغز باشد و نشان‌دهنده یک پردازش یکپارچه سطح بالاتر از فعالیت نورون آینه‌ای است. آزمایش‌ها بر روی میمون‌ها (با استفاده از تکنیک‌های اندازه‌گیری تهاجمی) و انسان (با استفاده از EEG و fMRI) نشان می‌دهد که این نورون‌های آینه‌ای نه تنها در حین انجام وظایف حرکتی اولیه فعالیت عصبی از خود نشان می‌دهند، بلکه دارای اجزایی هستند که با قصدِ حرکت نیز ارتباط دارند. شواهدی دربارهٔ نقش مهم نورون‌های آینه‌ای در انسان وجود دارد و امواج مو ممکن است هماهنگی سطح بالایی از نورون‌های آینه‌ای را نشان دهد.

### اوتیسم
اوتیسم اختلالی بوده که با نقایص اجتماعی و ارتباطی همراه است. تا به حال علت منفردی برای اوتیسم شناسایی نشده، اما نقش موج مو و سیستم عصبی آینه‌ای به‌طور خاص در این اختلال مورد مطالعه قرار گرفته است. به‌طور معمول در یک فرد درحال رشد، سیستم نورون آینه‌ای زمانی فعال می‌شود که فرد، خود یا دیگران را در حال انجام یک کار تماشا کند. در افراد مبتلا به اوتیسم، نورون‌های آینه‌ای تنها زمانی که خود فرد کار را انجام دهد فعال می‌شوند (و در نتیجه امواج مو سرکوب می‌شوند). این یافته باعث شده است که برخی از دانشمندان، اوتیسم را به عنوان درک اختلال از نیات و اهداف افراد دیگر به دلیل مشکلات سیستم عصبی آینه‌ای در نظر بگیرند. این کمبود می‌تواند مشکلات افراد مبتلا به اوتیسم را در برقراری ارتباط و درک دیگران توضیح دهد. درحالی‌که بیشتر مطالعات عصبی آینه‌ای و امواج مو در افراد مبتلا به اوتیسم بر روی کارهای حرکتی ساده متمرکز شده است، برخی از دانشمندان حدس می‌زنند که این آزمایش‌ها را می‌توان گسترش داد تا نشان دهد که مشکلات سیستم عصبی آینه‌ای زمینه‌ساز اختلالات شناختی و اجتماعی هستند یا خیر.
میزان فعال‌سازی fMRI در شکنج فرونتال تحتانی با افزایش سن در افراد مبتلا به اوتیسم (به استثنای سنین رشد) افزایش می‌یابد. علاوه بر این، افزایش فعالیت این امواج با مقادیر توانایی تماس چشمی و مهارت‌های اجتماعی بهتر در افراد اوتستیک همراه بوده است. دانشمندان معتقد‌اند شکنج فرونتال تحتانی یکی از همبستگی‌های عصبی اصلی با سیستم عصبی آینه‌ای در انسان است و اغلب به نقص‌های مرتبط با اوتیسم مربوط می‌شود. این یافته‌ها نشان می‌دهد که سیستم عصبی آینه‌ای می‌تواند در افراد مبتلا به اوتیسم غیرعملکردی نباشد، اما در زمان رشد، حالت غیرطبیعی از خود نشان دهد. این اطلاعات برای رشد تعاملات اجتماعی حائز اهمیت بوده زیرا امواج مو می‌توانند مناطق مختلف فعالیت نورون آینه‌ای را در مغز یکپارچه کنند. مطالعات دیگر تلاش‌هایی را برای تحریک آگاهانه سیستم نورون آینه‌ای و سرکوب امواج مو با استفاده از نوروفیدبک (نوعی بیوفیدبک ارائه شده از طریق رایانه‌هایی که ضبط‌های زمان‌بندی شده فعالیت مغز را تحلیل می‌کنند، در این نوع آزمایش EEG امواج مو) ارزیابی کرده‌اند. این نوع درمان هنوز در مراحل اولیه اجرا برای افراد مبتلا به اوتیسم است و پیش‌بینی‌های متناقضی برای موفقیت دارد.

### نظریه ذهن
درک وضعیت روانی دیگران مانند باورها، عواطف و احساسات از طریق بیان تجربه و رفتار، حوزه‌ای از شناخت اجتماعی است که نظریه ذهن نامیده می‌شود. نظریه ذهن ممکن است سیستم نورون آینه‌ای و همچنین سایر فرایندها مختلف مغزی برای مثال بخش‌های مرتبط با شناخت و عاطفه را درگیر کند. نواحی مغزی که اغلب در تئوری ذهن نقش دارند، قشر پیش‌پیشانیِ میانی (mPFC)، شیار گیجگاهی فوقانی/ شکنج گیجگاهی فوقانی (STS/STG)، اتصال گیجگاهی (TPJ) و قطب‌های زمانی (TP) هستند. اگرچه هیچ مطالعهٔ مستقیمی رابطه‌ای بین این نواحی و ریتم مو را گزارش نکرده است، با توجه به شباهت بین مکانیسم نورون آینه‌ای و نظریه ذهن، انتظار می‌رود سیگنال‌های سطح اکسیژن خون در نواحی فعال نظریه ذهن و امواج مو همبستگی معکوس داشته باشند. نشان داده شده است که ریتم مو، مشابه ریتم آلفای بصری، به صورت مستقیم توسط توجه دیداری فضایی تعدیل می‌شود. این مسئله احتمال ارتباط معکوس نواحی کنترل توجه، شامل شیار داخل جداری و میدان چشمی-پیشانی و قشر سینگولیت میانی (MCC) که نقش مهمی در شکل‌گیری ذهنیت دارد را با ریتم مو نشان می‌دهد.

## واسط مغز و رایانه

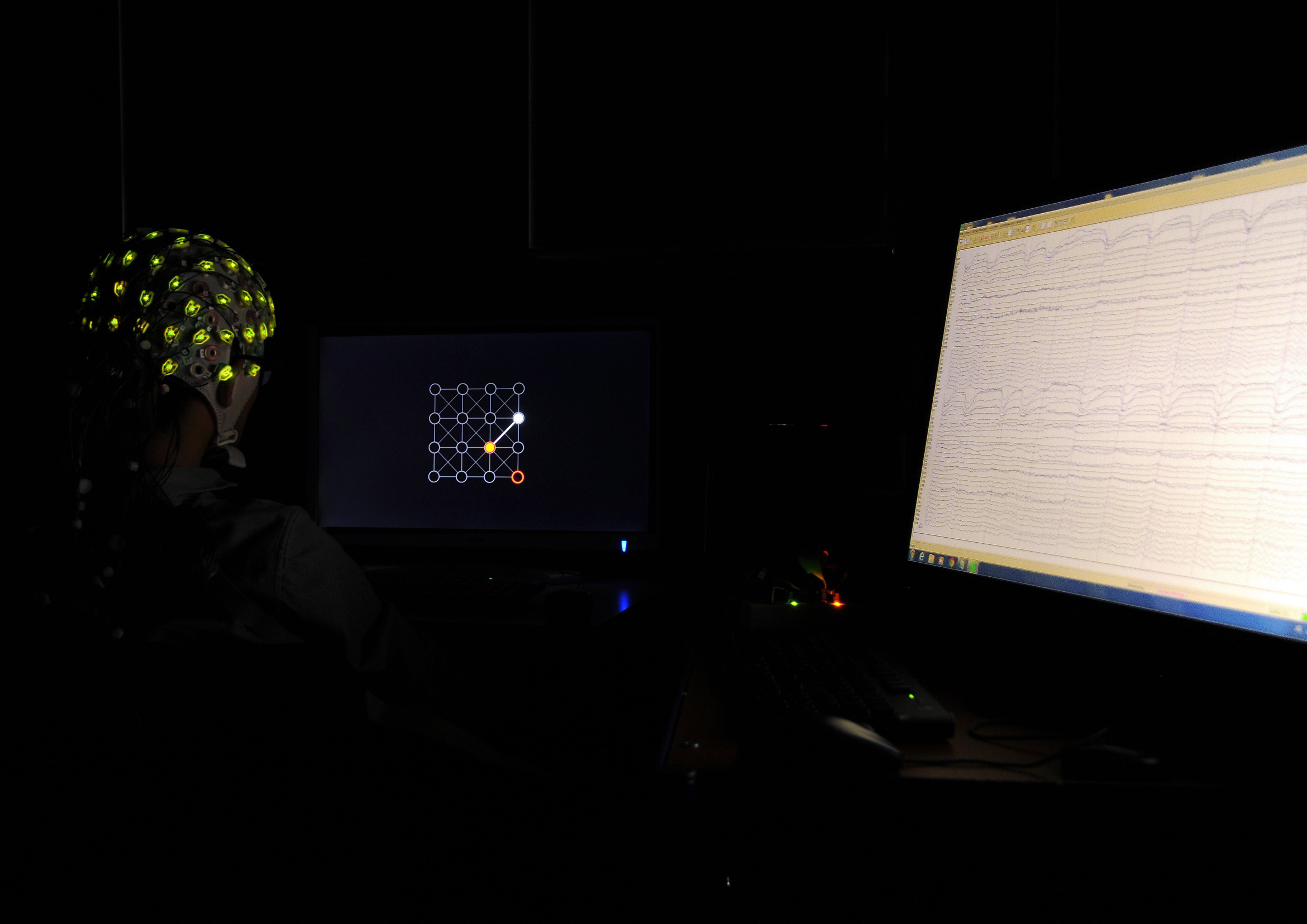
آزمایش رابط مغز و کامپیوتر: شرکت‌کننده (سمت چپ) کلاه EEG بر سر دارد. فعالیت مغز او (راست) ضبط و تفسیر می‌شود تا مکان نما را روی صفحه نمایش (وسط) هدایت کند.

واسط مغز و رایانه (BCI) یک فناوری در حال توسعه است که پزشکان امیدوارند روزی استقلال و عاملیت بیشتری را برای معلولان جسمی شدید به ارمغان آورد. این فناوری این پتانسیل را دارد که به افراد دارای مشکلات فلج تقریباً کامل یا کلی، مانند مبتلایان به تتراپلژی (کوادری پلژی) یا اسکلروز جانبی آمیوتروفیک پیشرفته (ALS)، کمک کند. واسط‌های مغز و رایانه به منظور کمک در برقراری ارتباط یا حتی جابجایی اشیاء مانند صندلی چرخدار موتوری، پروتزهای عصبی یا ابزارهای رباتیک در نظر گرفته شده‌اند. تعداد کمی از این فناوری‌ها در حال حاضر توسط افراد دارای معلولیت به‌طور منظم استفاده می‌شوند، اما انواع متنوعی در سطح آزمایشی در حال توسعه هستند. یک نوع BCI از «همگام‌زدایی مرتبط با رویداد» (ERD) ریتم مو به منظور کنترل رایانه استفاده می‌کند. این روش نظارتی فعالیت مغز، از سازکار بیولوژیکی شلیک همزمان (زمانی که گروهی از نورون‌ها در حالت استراحت هستند) استفاده می‌کند. هنگامی که فرد به تصور حرکت یک «رویداد» دعوت می‌شود، همگام‌زدایی حاصل (گروهی از نورون‌هایی که در امواج همزمان فعال بودند، اکنون در الگوهای پیچیده و خاصی دیگری فعالیت می‌کنند) می‌تواند به‌طور قابل اعتمادی توسط رایانه شناسایی و تجزیه و تحلیل شود. کاربرانِ چنین رابطی در تجسم حرکات، به‌طور معمول پا، دست، یا زبان، آموزش دیده‌اند؛ زیرا هر کدام از حرکات در مکان‌های متفاوتِ همونکولوس قشری قرار دارد. در این روش، به کمک الکتروانسفالوگرافی (EEG) یا الکتروکورتیکوگرافی (ECoG) ضبط الکتریکی فعالیت قشر حرکتی را انجام می‌دهند و رایانه‌ها بر الگوی معمولی موج مو ERD در مقابل «حرکت تجسمی ترکیب شده با همگام‌زدایی مرتبط با رویداد» (ERS) در بافت مغز نظارت می‌کنند. الگوی جفتی فوق با تمرین‌های بیشتر که اغلب اوقات به شکل بازی‌هایی صورت می‌گیرد و در برخی از آنها از واقعیت مجازی استفاده می‌شود، بهبود یافته و از دیگر فعالیت‌های عصبی-حرکتی صورت گرفته، تمایز می‌یابند. برخی از محققان دریافته‌اند که بازی‌های واقعیت مجازی به‌ویژه در دادن ابزارهایی برای بهبود کنترل الگوهای موج مو مؤثر هستند. روش ERD را می‌توان با یک یا چند روش دیگر برای نظارت بر فعالیت الکتریکی مغز ترکیب و BCI هیبریدی ایجاد کرد؛ واسط‌های مغز و رایانه هیبریدی، اغلب انعطاف‌پذیری بیشتری نسبت نوع منفرد آن که از روش الگویابی یکسانی استفاده می‌کند ارائه می‌دهد.

## تاریخچه
امواج مو از دهه ۱۹۳۰ مورد مطالعه قرار گرفته است. به این امواج ریتم ویکِت نیز می‌گویند زیرا امواج مو در EEG، گرد و شبیه ویکت‌های کروکت هستند. در سال ۱۹۵۰، آنری گستو و همکارانش نوسان این امواج را نه تنها در حین حرکات فعالِ سوژه‌هایشان، بلکه در زمانی که آزمودنی‌ها، اَعمال انجام شده توسط شخص دیگری را مشاهده می‌نمودند، گزارش کردند. این نتایج بعداً به وسیله آزمایش‌های دیگر مانند بررسی ساختارهای عصبی با استفاده از شبکه‌های الکترود ساب دورال (زیر سخت‌شامه‌ای) در بیماران صرعی مورد تأیید قرار گرفت. مطالعه اخیر در بیماران نشان داد مشاهده یک حرکت در شخص دیگر سبب فعال شدن بخش‌های مربوط به همان اندام حرکتی در دستگاه عصبی پیکری می‌شود و امواج مو را سرکوب می‌کند.
امروزه آزمایش‌ها و بررسی‌های بیشتر نیز برای روشن نمودن مکانیسم عمل این نورون‌ها در هنگام تصور اعمال یا مشاهده غیرفعال حرکت نقطه-نور در حال انجام است که می‌تواند به محققان در درک بیشتر تأثیر این امواج را بر فعالیت‌های انسانی کمک کند.

## واژه‌نامه
1. ↑  Desynchronization of the wave
2. ↑  salience network
3. ↑  Sensorimotor cortex
4. ↑  blood-oxygen-level-dependent
5. ↑  Salience network
6. ↑  Perceptual decision-making
7. ↑  Anterior insula
8. ↑  Thalamocortical
9. ↑  Corticothalamic projections
10. ↑  Inferior parietal lobule
11. ↑  Inferior frontal gyrus
12. ↑  Superior temporal sulcus/ Superior temporal gyrus
13. ↑  Temporoparietal junction
14. ↑  Temporal poles
15. ↑  Intraparietal sulcus (IPS)
16. ↑  Frontal eye field (FEF)
17. ↑  Cortical homunculus